# André Losay
 (avril 2009).
Si vous disposez d'ouvrages ou d'articles de référence ou si vous connaissez des sites web de qualité traitant du thème abordé ici, merci de compléter l'article en donnant les références utiles à sa vérifiabilité et en les liant à la section « Notes et références ».
André Losay (28 janvier 1913 à Fécamp - 21 mars 1984 à Boulogne-sur-Mer) était un écrivain et compositeur français.

## Jeunesse et famille
André Losay est le troisième et dernier enfant d'une famille très modeste. Comme ses frères René (né en 1909) et Georges (né en 1910), il fut privé de son père pendant plusieurs années de sa petite enfance. Son père, Armand Losay, né en 1884, fut mobilisé en août 1914, puis fait prisonnier de guerre le 1° septembre 1914 à Givet (Ardennes). Interné au camp de prisonniers à Zwickau (Saxe), il ne fut libéré qu'en janvier 1919. Il reprend sa vie de travail à Fécamp, modeleur chez Pelletier, puis contremaître à la Glacière de Fécamp.
Comme ses deux frères, André Losay va à l'école primaire à l'Institution privée catholique Saint-André, rue de l'Inondation, à Fécamp, école dirigée par M. Camille Pélissier. Faute de moyens financiers, René et Georges quittent l'école à l'âge de quatorze ans. André doit à la générosité de M. et Mme Eugène Romé, qui le prennent en charge et en affection, de pouvoir poursuivre ses études secondaires. Il entre comme pensionnaire au petit séminaire de Rouen.
C'est là qu'il approfondit sa foi chrétienne et découvre la musique et le chant. Très vite, il intègre la chorale du collège Saint-Romain de Rouen où il est alto solo. Il apprend le chant, mais aussi le solfège et s'initie au grégorien avec l'abbé Derivière dont André Losay dira plus tard qu'il en était un spécialiste éminent. En Philo (terminale), il devient assistant du maître de chapelle, Delettre, qu'il aide à diriger la chorale.
En 1933, André Losay entre au Grand Séminaire de Rouen, rue des Oiseaux. Puis, il fait douze mois de service militaire au 91° RI à Mézières. Libéré en 1934, il est alors remobilisé à cause de la menace hitlérienne. Il reste plusieurs mois à Givet.
C'est alors qu'il commence à correspondre avec le mouvement Cœurs Vaillants auquel il propose déjà quelques chants. Ses projets sont bien accueillis. André Losay monte à Paris rencontrer Jacques Cœur et Jean Vaillant, les deux dirigeants du mouvement. Il commence une collaboration régulière avec le mouvement qui se poursuivra également par la publication de romans chez Fleurus. Commence aussi avec Jean Pihan une amitié personnelle qui ne s'éteindra pas.
Parmi ces chants, André Losay écrit et compose en mars 1938, Cœur vaillant, sois fier et travaille, qui se veut un des hymnes du mouvement et qu'il dédie à Roger Hardy.
Il est ordonné prêtre à Rouen le 29 juin 1938 et nommé premier vicaire de la paroisse St Jacques à Dieppe, où il s'occupe notamment des mouvements de jeunesse ,,.

## La Guerre
Il est mobilisé en août 1938 et part au front. Le traité de Munich le renvoie dans ses foyers, à Dieppe. La prière pour la paix qu'il compose en janvier 1939 n'empêche pas l'avancée des évènements. En août 1939, il est incorporé sur la ligne Maginot au 155° Régiment d'Infanterie de Forteresse, pas très loin de Sedan.
Caporal infirmier, il fait retraite au sein de son unité, du 11 au 20 juin 1940. Il est décoré de la croix de guerre pour bravoure, étant à plusieurs reprises reparti vers l'arrière pour chercher des camarades blessés. Il est fait prisonnier le 21 juin 1940 à Brû, puis transféré au Stalag III-B . Il est pour quelque temps l'un des « quinze cent mille », comme on nommait alors le million et demi de prisonniers de guerre français.
Au stalag, il écrit et compose de nombreux chants à caractère religieux ou patriotique ; certains à caractère plus ludique. Il apparaît clairement dans la tonalité des chants d'André Losay, comme dans tout l'état d'esprit du mouvement Cœurs Vaillants auquel il est désormais attaché, que l'esprit de la revanche française fait son chemin.
Dans son cahier de chants de prisonnier (illustré par son camarade Albert Mairy), on trouve une méditation à l'humour tendre sur la condition de prisonnier, « un métier pas fameux » mais aussi un vrai cri de rancœur « Seigneur c'est donc bien vrai que je suis prisonnier ».
Mais il écrit également des chants de foi et d'espérance, notamment te revoir, ô, ma patrie dont il écrit les paroles sur un air que chantent des prisonniers polonais du stalag.
C'est également à partir d'un air polonais recueilli à cette époque qu'il écrit au stalag 3B  Victoire tu règneras, ô croix tu nous sauveras, chant qui deviendra extrêmement populaire dans l'animation des cérémonies religieuses et sera chanté dans de nombreux pays et de nombreuses langues. Ultérieurement, l'abbé David Julien en retravaillera l'harmonisation, ce qui explique que son nom n'apparaisse pas dans les premières éditions de la fiche de ce chant, puis de manière associée à celui d'André Losay. 60 ans après, Victoire ... est toujours chanté.
André Losay est libéré en février 1941. Il rejoint à Lyon l'équipe de Cœurs Vaillants et Âmes Vaillantes de France qu'animent les abbés Courtois et Pihan. Il travaille avec eux et compose notamment :
- Grand frère qui sera l'indicatif de l'émission éponyme de Radio Lyon à laquelle participe André Losay.
- Perlin Pinpin
- Carillon pour Jeanne qui sera chanté à Radio Lyon, à l'occasion de la Ste Jeanne d'Arc, le 9 mai 1941 par le RP Raguet et joué le 11 mai 1941 au Carillon de Fourvières.

C'est également en 1941 qu'il écrit et compose France, tu renaîtras chant qui connaîtra également un certain succès et que l'abbé Julien caractérisera à l'époque comme un « chef-d'œuvre ».
Robert Rigot réalisera plusieurs illustrations pour ces chants d'André Losay. Celle destinée à Carillon pour Jeanne affiche ostensiblement une grande croix de Lorraine.
Ayant quitté Lyon, en 1942, André Losay fonde à Tréforest, dans le pays de Bray, un camp scolaire où une centaine d'enfants dieppois seront hébergés et préservés des bombardements sur Dieppe, jusqu'à la Libération. Il continue alors sa collaboration avec le mouvement Cœurs Vaillants.

## Après guerre
Vers la fin de la guerre, en septembre 1944, André Losay retrouve sa fonction de vicaire de la paroisse St Jacques à Dieppe et est directeur de l'école catholique St Charles. Il devient en 1950 curé du village de Grémonville. Cependant, il rencontre celle qui deviendra son épouse et quitte le sacerdoce en 1952 pour l'épouser. Il sera réadmis dans les sacrements de l'Eglise en 1965.
Après avoir quitté le sacerdoce, André Losay s'essaie à de nombreux emplois où il n'excelle guère: représentant en vin, en machines à écrire, en reproduction de tableaux. Après plusieurs années de galère, maintenant marié et père d'un premier enfant, Patrick, il trouve, grâce à son ami Achille Dolé, une place de visiteur médical et un logement à Champigny (94). En 1955, est né son deuxième enfant, Dominique.
Il commence alors à écrire sous le pseudonyme d'André Delor. Ce patronyme d'emprunt étant formé à partir du prénom et du nom de sa femme : Denise Lorphelin. André Losay (maintenant Delor) quitte le terrain connu des chants et des contes pour s'essayer dans le roman historique pour enfants, toujours dans l'esprit de la presse catholique pour la jeunesse.
En 1956, il publie en feuilleton dans Cœurs Vaillants une bande dessinée le dessin dans la caverne. Paraît également en feuilleton dans Âmes vaillantes un premier roman Les machines de la colère. Paraissent chez Fleurus, en 1957 dans la collection Jean François, Le révolté de Bethléem, en 1960 dans la collection Missions sans borne, Gare à toi Taranis et en 1967, Du sang pour le soleil.
Son dernier roman, inspiré d'un feuilleton Le Fou des dunes qu'il avait écrit pour l'hebdomadaire local La Semaine boulonnaise paraîtra après sa mort sous le titre Godefroy de Bouillon et ses amis de Boulogne.
Arrivé en 1965 à Boulogne-sur-Mer, André Losay consacrera essentiellement les 20 dernières années de sa vie au chant choral. Grâce à l'abbé Michel Dantan, alors curé de la paroisse Notre-Dame, il prend la direction de la chorale paroissiale, à laquelle il donnera un répertoire et une aura dépassant largement son cadre d'origine.
C'est comme maître de chapelle de cette chorale, qu'il composera à nouveau et, parfois encore, avec un certain succès. Plus jamais la guerre écrit et composé en reprenant le cri de Paul VI le 4 octobre 1965 à l'ONU fut chanté au pèlerinage des anciens prisonniers et déportés à Lourdes et connut un grand retentissement, comme Tous les hommes sont frères.
André Losay crée à Boulogne le centre d'études et d'action en faveur du tiers monde, association caritative, inspirée des idées de la revue Croissance des jeunes nations. Avec un groupe de jeunes qu'il crée, les commandos de Noël, il organise des collectes en faveur des déshérités. Il participe à l'Office municipal de la Culture. Il soutient l'action de l'ordre de Malte en faveur des lépreux du Cameroun. Dès la fin des années 1960, il fait de l'alphabétisation auprès des immigrés, professant même qu'il fallait apprendre à lire le français à ces jeunes immigrés dans le Coran pour préserver leurs racines morales.
Semper laus ejus est le titre qu'il a donné à deux recueils de chants pour les cérémonies religieuses, dont le second parut à titre posthume, avec une préface du Père Jean Pihan, ancien aumônier général des Cœurs Vaillants et Âmes Vaillantes de France.
En 1977 André Losay est entré dans l'ordre souverain de Malte et le 15 mars 1979, il a reçu la Croix Pro Merito Melitensi, une distinction décernée en reconnaissance des mérites acquis dans des activités qui ont donné honneur et prestige à l'ordre souverain de Malte  .
Le jour de son décès, le 21 mars 1984, se succédèrent chez lui, pour lui rendre un dernier hommage, Guy Lengagne le maire socialiste de Boulogne, des amis prêtres, le pasteur anglican et le responsable local du culte musulman.

## Œuvres
- Tout ça pour cinq sous, Fleurus, 1953.
- Les machines de la colère, Fleurus, 1955.
- Le révolté de Bethléem, Fleurus (collection Jean François), 1957.
- Gare à toi Taranis, Fleurus (collection missions sans borne), 1961.
- Du sang pour le soleil, Fleurus (collection missions dans borne), 1967.
- Sangue para O sol, Ediçoes Paulistas.
- Sangue per il sole, edizioni paoline 1° édition 1967, 2° 1969.
- Le soleil n'aura plus soif, Fleurus (collection missions sans borne),1971.
- Le fou des Dunes, la semaine boulonnaise, 1980.
- Godefroy de Bouillon,mémoire de la société académique du Boulonnais, 1988, ISSN 0765-1511.
- Semper Laus ejus, Edico, 1984.
- chroniques d'Irénée, Unité France, 1969-1974.
- collaboration régulière à Cœurs Vaillants et Âmes vaillantes de France de 1941 à 1961 (sous le nom de Losay ou de Delor).